# توماس لوري (لاعب كريكت)
توماس لوري (25 يوليو 1865 - 23 سبتمبر 1944) (بالإنجليزية: Thomas Lowry)‏ هو فلاح ولاعب كريكت نيوزلندي.